# 10th Anniversary Live
10th Anniversary Live ist die erste Musik-DVD/das erste Videoalbum der finnischen Folk-Metal-Band Ensiferum. Veröffentlicht wurde es am 28. Juni 2006 via Spinefarm Records.

## Entstehungsgeschichte
Die DVD entstand anlässlich des zehnjährigen Jubiläums der Band. Dazu wurde das Silvesterkonzert der Band am 31. Dezember 2005 in der Nosturi-Musikhalle in Helsinki aufgezeichnet. Mit rund 750 Besuchern war die Halle vollständig gefüllt und ausverkauft. Im Frühjahr 2006 wurde das aufgezeichnete Material von Nino Laurenne in den Sonic Pump Studios abgemischt und von Mika Jussila anschließend in den Finnvox Studios gemastert.

## Titelliste
| #  | Titel                                                                        | Komposition                                                        | Länge |
| -- | ---------------------------------------------------------------------------- | ------------------------------------------------------------------ | ----- |
| 1  | Intro                                                                        | Toivonen/Mäenpää                                                   | 1:56  |
| 2  | Hero in a Dream                                                              | Toivonen/Mäenpää                                                   | 3:49  |
| 3  | Guardians of Fate                                                            | Toivonen/Mäenpää                                                   | 3:36  |
| 4  | Tale of Revenge                                                              | Toivonen/Mäenpää                                                   | 4:54  |
| 5  | Dragonheads                                                                  | Toivonen/Hinkka                                                    | 6:24  |
| 6  | Windrider                                                                    | Toivonen/Mäenpää                                                   | 5:46  |
| 7  | Warrior’s Quest                                                              | Toivonen/Mäenpää                                                   | 5:16  |
| 8  | Lai Lai Hei                                                                  | Mäenpää                                                            | 7:22  |
| 9  | Old Man (Väinämöinen)                                                        | Toivonen/Mäenpää                                                   | 5:54  |
| 10 | Slayer of Light                                                              | Toivonen/Mäenpää                                                   | 3:15  |
| 11 | Finnish Medley * Karjalan Kunnailla * Myrskyluodon Maija * Metsämiehen Laulu | * trad./Valter Juva * Lasse Mårtenson * Yrjö Kilpinen/Aleksis Kivi | 5:20  |
| 12 | Tears                                                                        | Toivonen/Mäenpää/Kaisa Saari                                       | 3:22  |
| 13 | Token of Time                                                                | Mäenpää                                                            | 4:44  |
| 14 | White Storm                                                                  | Toivonen/Mäenpää                                                   | 5:06  |
| 15 | Into Hiding (Amorphis-Cover)                                                 | Holopainen/Laine                                                   | 4:35  |
| 16 | Into Battle                                                                  | Toivonen/Mäenpää                                                   | 6:52  |
| 17 | Kalevala Melody                                                              | trad.                                                              | 1:52  |
| 18 | Iron                                                                         | Toivonen/Mäenpää                                                   | 4:03  |
| 19 | Treacherous Gods                                                             | Toivonen/Mäenpää                                                   | 5:51  |
| 20 | Näitä Polkuja Tallaan                                                        | M. Ruohonen/V-P. Lehto                                             | 4:03  |
| 21 | Battle Song                                                                  | Toivonen/Mäenpää                                                   | 10:08 |
| 22 | Happy Birthday to You (Interpretiert von Finntroll)                          | Hill/Hill                                                          | ?     |

## Gastmusiker
- Kristian Ranta – stellt die Band am Anfang des Konzertes vor
- Kaisa Saari – Gesang bei Finnish Medley und Tears
- Ville Tuomi – Gesang bei Into Hiding
- Finntroll – Bonuslied

## Kritik
Im Allgemeinen fielen die Kritiken zu 10th Anniversary Live recht positiv aus. Kritisiert wurde nur gelegentlich der „magere Umfang“ der DVD, da diese nur das Konzert ohne jegliches Bonusmaterial enthält. Die DVD konnte sich insbesondere in Finnland aber sehr gut verkaufen, so dass sie Anfang Juli auf Platz 2 der finnischen Musik-DVD-Charts einsteigen konnte.
Stefan Popp von metal1.info stellt in seiner Rezension als Schwäche den Umfang der DVD heraus, empfiehlt sie aber sowohl Fans als auch Neugierigen. Er schließt sein Fazit mit den Worten „Gute Musik, gute Unterhaltung, Ensiferum pur. Süß, putzig, sympathisch und spaßig“ und vergibt 7,5 von 10 Punkten. Arlette Huguenin vom Webzine Vampster bezeichnet die DVD zwar als gelungen, bemängelt aber ebenfalls den knappen Umfang. Einen weiteren Kritikpunkt führt Adam von metal-observer.com mit zu leise abgemischten Publikum und dass man dieses nur selten sieht an. Insgesamt lobt er jedoch die DVD, empfiehlt sie sowohl für Ensiferum- als auch Genre-Fans und vergibt 8,5 von 10 Punkten.